# Stella Rutto
Stella Rutto (n. 12 decembrie 1996, Marakwet District⁠(d), Kenya) este o atletă cu cetățenie română, născută în Kenya. Este specializată în proba de 3000 m obstacole.

## Carieră
Alergând pentru Kenya, ea a cucerit medalia de bronz la Barcelona la Campionatul Mondial de Juniori. În anul următor, a obținut medalia de argint la Campionatul African de Juniori (sub 18) din Warri. În 2015 a câștigat medalia de aur la Campionatul African de Juniori de la Addis Abeba.
Pregătită de antrenorul român Carol Șanta, atleta a fost legitimată de Steaua București și a obținut cetățenia română în 2021. În 2022 s-a transferat la Dinamo București și pe 1 iunie 2024 ea a primit permisiunea Asociației Internaționale de a reprezenta România în cursele internaționale.
În 2024 Stella Rutto a ajuns pe locul 4 la Campionatul European de la Roma în 9:22,36 minute, record personal, îndeplinind astfel baremul pentru Jocurile Olimpice. La Paris nu a reușit să se califice în finala olimpică.

## Palmares
| An                   | Competiție                              | Locație              | Loc                | Eveniment          | Note               |
| Reprezentând Kenya   | Reprezentând Kenya                      | Reprezentând Kenya   | Reprezentând Kenya | Reprezentând Kenya | Reprezentând Kenya |
| -------------------- | --------------------------------------- | -------------------- | ------------------ | ------------------ | ------------------ |
| 2012                 | Campionatul Mondial de Juniori          | Barcelona, Spania    | 3                  | 3000 m obstacole   | 9:50,58            |
| 2013                 | Campionatul African de Juniori (sub 18) | Warri, Nigeria       | 2                  | 2000 m obstacole   | 6:30,00            |
| 2015                 | Campionatul African de Juniori          | Addis Abeba, Etiopia | 1                  | 3000 m obstacole   | 10:22,47           |
| Reprezentând România |                                         |                      |                    |                    |                    |
| 2024                 | Campionatul European                    | Roma, Italia         | 4                  | 3000 m obstacole   | 9:22,36            |
| 2024                 | Jocurile Olimpice                       | Paris, Franța        | 31                 | 3000 m obstacole   | 2:24:56            |

## Recorduri personale
| Probă            | Performanță | Dată         | Loc  |
| ---------------- | ----------- | ------------ | ---- |
| 3000 m obstacole | 9:22,36     | 9 iunie 2024 | Roma |